# Ta'zieh
Ta'zieh, o Taziyeh, in persiano تعزیه‎, designa in Iran un particolare genere teatrale religioso, in cui predominano musica e canto, con il quale si commemora il martirio dell'imam al-Husayn ibn Ali. Le sue rappresentazioni si tengono esclusivamente durante il mese di Muharram e durante l'Ashura. 
Il termine, di origine araba, significa «espressione di simpatia, di lutto e di consolazione» o semplicemente condoglianza. 
Il Taziyeh risale al X secolo e ha assunto importanza durante il XVI e XVII secolo durante la dinastia safavide. La sua attuale presentazione data invece all'epoca Qajar del XIX secolo. È infatti a questa epoca risale la costruzione, a Teheran, del primo teatro popolare destinato all'organizzazione ufficiale del Taziyeh.
Il genere teatrale è stato inserito nel novero dei Patrimoni orali e immateriali dell'umanità dell'UNESCO.